# Joey Lye
Joey Lye (Toronto, 4 de maio de 1987) é uma jogadora de softbol canadense, que joga na posição de arremessadora (pitcher).

## Carreira
Lye compôs o elenco da Seleção Canadense de Softbol Feminino nos Jogos Olímpicos de Verão de 2020 em Tóquio, onde conquistou a medalha de bronze após confronto contra a equipe mexicana na disputa pelo pódio na competição.